# 弗雷德里克·兰德柳斯
弗雷德里克·兰德柳斯（瑞典語：Fredric Landelius，1884年10月8日—1931年9月2日），瑞典男子射击运动员。他曾代表瑞典参加1920年和1924年夏季奥林匹克运动会射击比赛，共获得三枚银牌和二枚铜牌。